# فرودگاه تام پرایس
فرودگاه تام پرایس  (به انگلیسی: Tom Price Airport) یک فرودگاه همگانی با کد یاتا TPR است که یک باند فرود خاک دارد. این فرودگاه در کشور استرالیا قرار دارد .